# Suzuki-fruitvlieg
Suzuki-fruitvlieg of Aziatische fruitvlieg (Drosophila suzukii) is een vliegensoort uit de familie van de fruitvliegen (Drosophilidae). De wetenschappelijke naam van de soort werd gepubliceerd in 1931 door Matsumara.

## Kenmerken
Het mannetje wordt 2,6 tot 2,8 millimeter lang, het vrouwtje 3,2 tot 3,4 millimeter. Het vliegje is lichtbruin met helderrode ogen. Bij het mannetje bevinden zich bij de vleugelpunt aan de voorrand een zwarte vlek op de vleugel.

## Voortplanting
Het vrouwtje legt eitjes in rijpend fruit met dunne schil. In tegenstelling tot de bananenvlieg (Drosophila melanogaster) tasten deze fruitvliegen gaaf fruit aan. In ieder gaatje dat zij prikken, leggen ze één tot drie eitjes; in totaal kunnen ze meer dan driehonderd eitjes leggen. Nadat ze uit het eitje zijn gekropen eten de larfjes van het vruchtvlees en ontstaan er zachte plekken in het fruit. De witte larven doorlopen drie stadia en worden tot 3,5 millimeter lang. De poppen zijn roodbruin en 2 tot 3 millimeter lang en kunnen zowel in de vrucht worden gevonden als daarbuiten.

## Schade aan gewassen
De soort is een plaaginsect voor de fruitteelt. Met name de teelt van zacht fruit, zoals aardbei, framboos, kers en druif is erg gevoelig voor deze fruitvlieg.

## Verspreiding en leefgebied
De soort komt oorspronkelijk voor in Azië, maar in 2008 raakte de soort geïntroduceerd in Noord-Amerika en in 2009 in Italië. Sindsdien rukt de soort snel op. In 2011 werd hij voor het eerst waargenomen in België, in Oostende, in 2012 en 2013 werd de soort ook in Nederland aangetroffen op diverse plaatsen.
In oktober 2014 werden weer grotere aantallen waargenomen, waarschijnlijk door de gunstige weersomstandigheden van het voorgaande jaar.

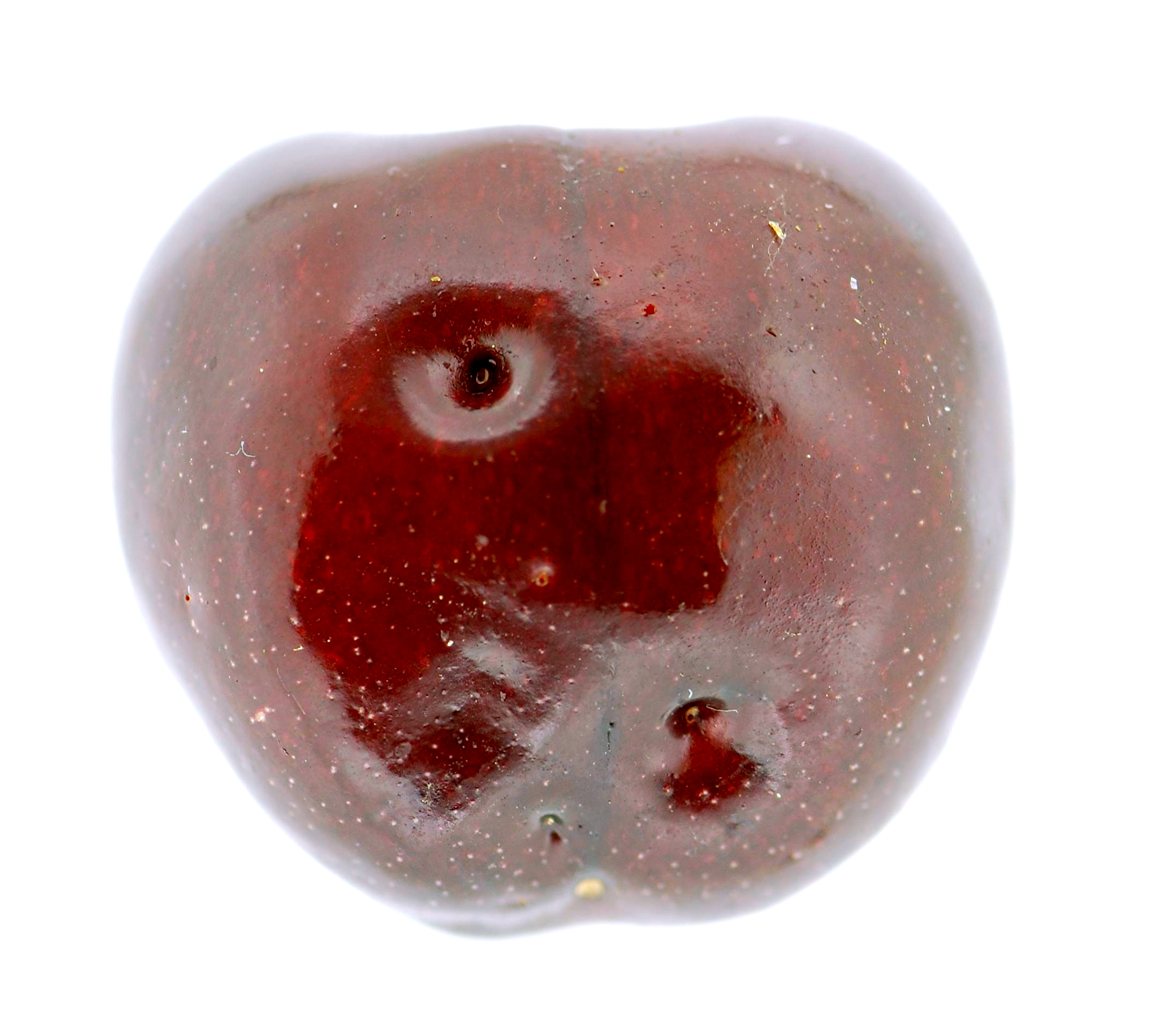
Kers met eileggaatjes
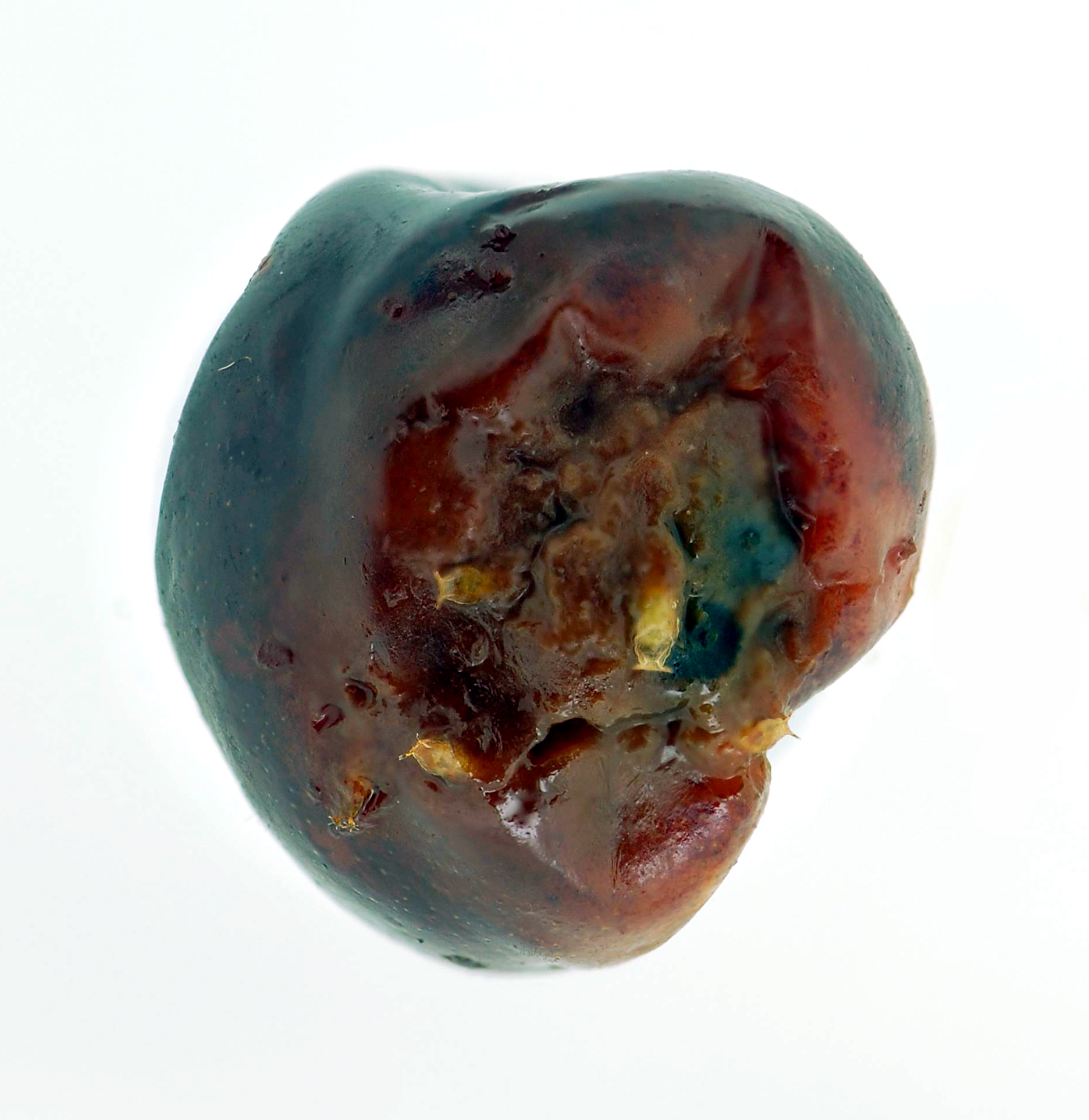
Aangetaste kers met meerdere poppen